# Lackland Air Force Base

i7
i11
i13

Lage in Bexar County

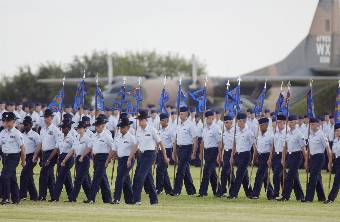
Airmen bei der Basic Military Training Graduierungsparade

Die Lackland Air Force Base (IATA-Code: SKF, ICAO-Code: KSKF) ist ein seit 1941 genutzter Militärflugplatz der United States Air Force, der dem Air Education and Training Command (AETC) unterstellt ist. Er befindet sich westlich von San Antonio, Texas, USA und wurde nach Brigadier General Frank Lackland benannt. Seit 2010 wird die Basis im Zusammenschluss mit der Randolph Air Force Base und dem Fort Sam Houston als Joint Base San Antonio bezeichnet. Im Jahr 2020 wurden auf dem 11 km² großen Stützpunkt 9.467 Einwohner gezählt.

## Geschichte
Das genutzte Gelände wurde 1941 als Kelly Field erstmals militärisch genutzt und diente bereits im Zweiten Weltkrieg der Ausbildung neuer Militärpiloten. Teilweise wurde es auch getrennt von Kelly Field als San Antonio Aviation Cadet Center (SAACC) bezeichnet. Da der parallele Betrieb von Kelly Field und SAACC zunehmend Verwirrung stiftete, wurde das Gelände ab 1947 einheitlich nach Brigadier General Frank D. Lackland als Lackland Air Force Base bezeichnet.
Nach 1946 wurde ein Großteil der militärischen Grundausbildung für die Kadetten der 1947 gegründeten United States Air Force in Lackland durchgeführt, weshalb dem Stützpunkt der Spitzname, „The Gateway to the Air Force“ vergeben wurde. Nur bei höherem Bedarf aufgrund außenpolitischer Krisen wurde überhaupt an anderen Standorten Grundausbildung für die US-Luftstreitkräfte durchgeführt, so etwa während der Berlin-Krise, dem Koreakrieg und dem Vietnamkrieg. Während dieser Zeiträume war der Stützpunkt teilweise stark überbelegt, so wurden 1951 über 55.000 Rekruten ausgebildet, obwohl die Kapazität nur bei etwa 25.000 lag, was dazu führte, dass ein Teil der Soldaten in Zelten leben musste und das Stammpersonal der Ausbildungseinrichtungen nur durch Überstunden der Lage Herr werden konnte.
Diese Zentralisierung der Ausbildung in San Antonio endete erst 1993, als ein Teil der Ausbildungseinrichtungen Texas in Richtung Maxwell Air Force Base in Alabama verließ. Zum Ausgleich erhielt Lackland neue Ausbildungsaufträge etwa zur Ausbildung von Militärkraftfahrern und Instandhaltungspersonal für Militärfahrzeuge von Basen in Illinois und Colorado, die Anfang der 1990er Jahre geschlossen worden waren.

## Stationierte Einheiten
- 24th Air Force
- 37th Training Wing
- Air Force Intelligence, Surveillance and Reconnaissance Agency
- 67th Network Warfare Wing
- 688th Information Operations Wing
- 149th Fighter Wing (Texas Air National Guard)
- 433d Airlift Wing (Air Force Reserve Command)
- 59th Medical Wing (Wilford Hall Medical Center)
- Air Force Audit Agency
- Air Force News Agency
- Air Force Information Operations Center
- Air Force Information Operations Battlelab
- Civil Air Patrol
- Corps of Engineers
- DRMS
- Defense Commissary Agency
- Defense Language Institute English Language Center DLIELC
- DoJ UNICOR
- Federal Aviation Administration
- United States Government Printing Office
- Air Force Security Forces Center
- Naval Technical Training Center Lackland
- Tops In Blue
- 651st Munitions Squadron

## Zwischenfälle
- Am 31. Januar 1967 wurde eine Douglas DC-6A der US-amerikanischen Saturn Airways (Luftfahrzeugkennzeichen N640NA) im Anflug auf die Lackland Air Force Base 340 Meter unter den Gleitpfad geflogen, flog durch Bäume und prallte gegen eine Klippe. Durch diesen CFIT (Controlled flight into terrain) wurden alle 3 Besatzungsmitglieder getötet, die einzigen Insassen auf dem Frachtflug.[3]

- Am 4. Oktober 1986 stürzte eine Lockheed L-100-30 Hercules der US-amerikanischen Southern Air Transport (SAT) (N15ST) kurz nach dem Abheben von der Lackland Air Force Base aus einer Höhe von rund 200 Metern nahezu senkrecht ab. Ursache war die Blockierung des Höhenruders, die durch die Benutzung einer unzulässigen Vorrichtung des Betreibers verursacht wurde. Alle 3 Besatzungsmitglieder kamen ums Leben (siehe auch Southern-Air-Transport-Flug 15).[4]

## Flugzeugsammlung
Neben dem Paradeplatz befindet sich mit der „Lackland Air Force Base Aircraft Collection“ eine Dauerausstellung historischer Militärflugzeuge. Die Sammlung umfasst unter anderem die Muster B-52 Stratofortress, McDonnell F-4 Phantom II, Lockheed SR-71 Blackbird, C-121 Constellation, Boeing B-17 Flying Fortress und North American B-25 „Mitchell“.

## Auf der Militärbasis geboren
- Carole Baskin (* 1961), Tierrechtsaktivistin
- Steve Watkins (* 1976), Politiker, Kongressabgeordneter aus Kansas